# Autostadt

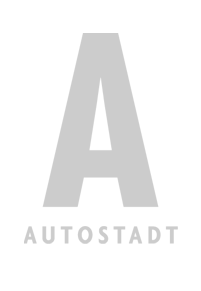
Autostadt

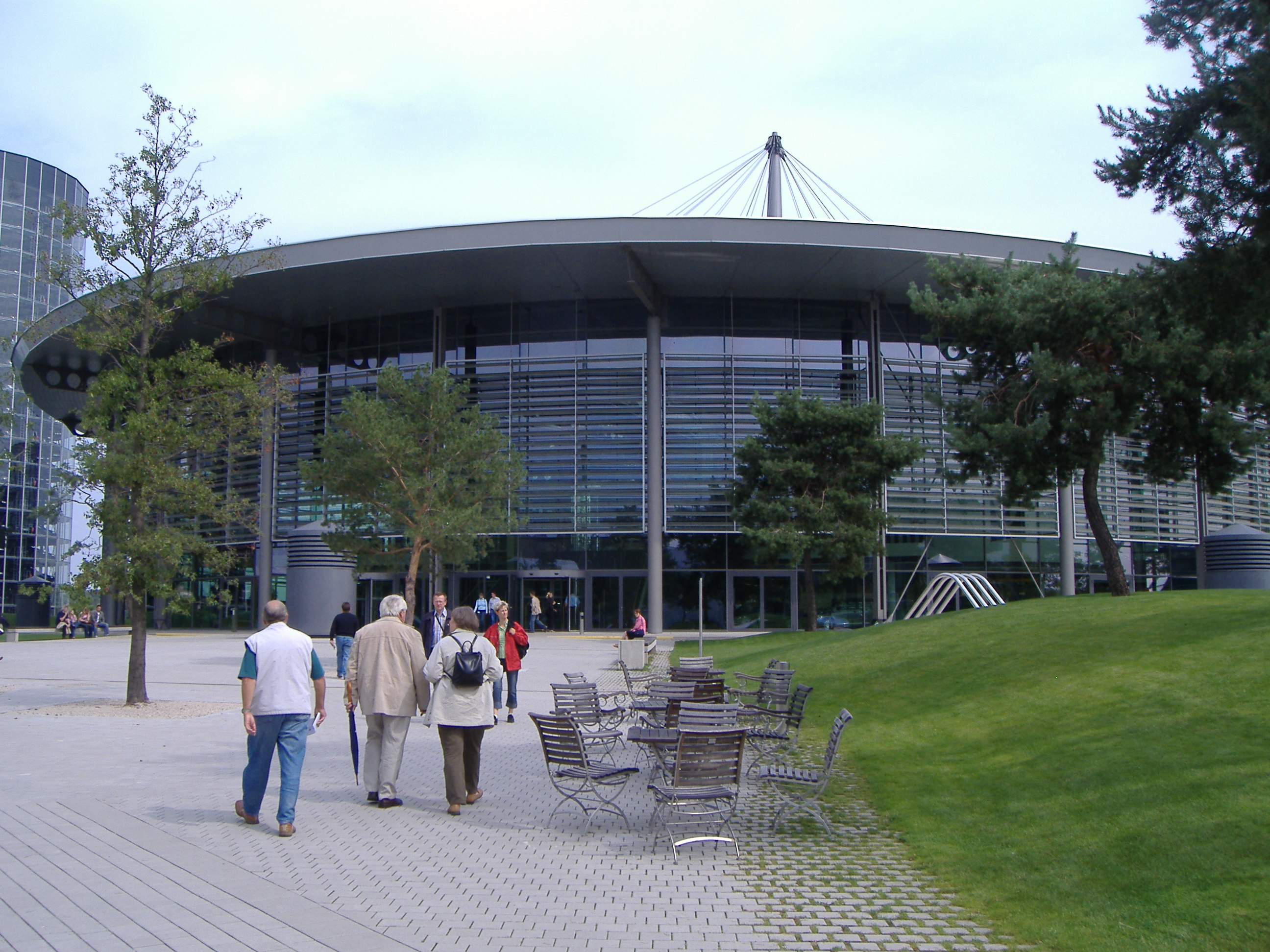
Le pavillon principal de Volkswagen.

L’Autostadt est un parc de loisirs axé sur l’automobile et situé à côté de l’usine Volkswagen de Wolfsbourg en Allemagne.
Il comprend un musée, des pavillons dédiés aux principales marques du Groupe Volkswagen, un centre pour la clientèle où les acheteurs allemands peuvent récupérer leur voiture et visiter l’usine, ainsi qu’un cinema. On y trouve aussi les plus grandes portes en verre du Monde et la plus longue ligne imprimée : elle mesure environ 6,4 km, à travers le complexe tout entier.

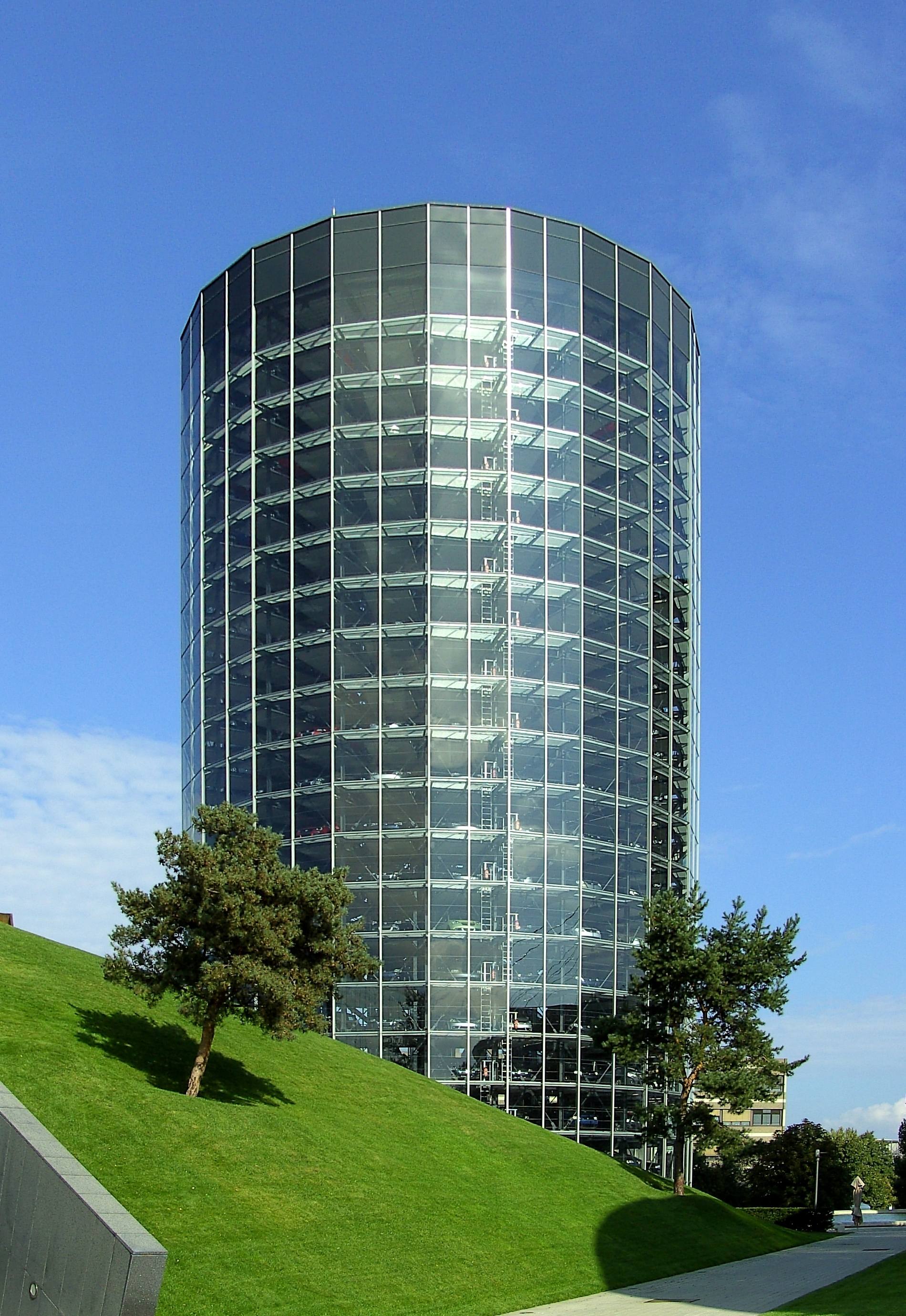
Bâtiment où les acheteurs récupèrent leur voiture.
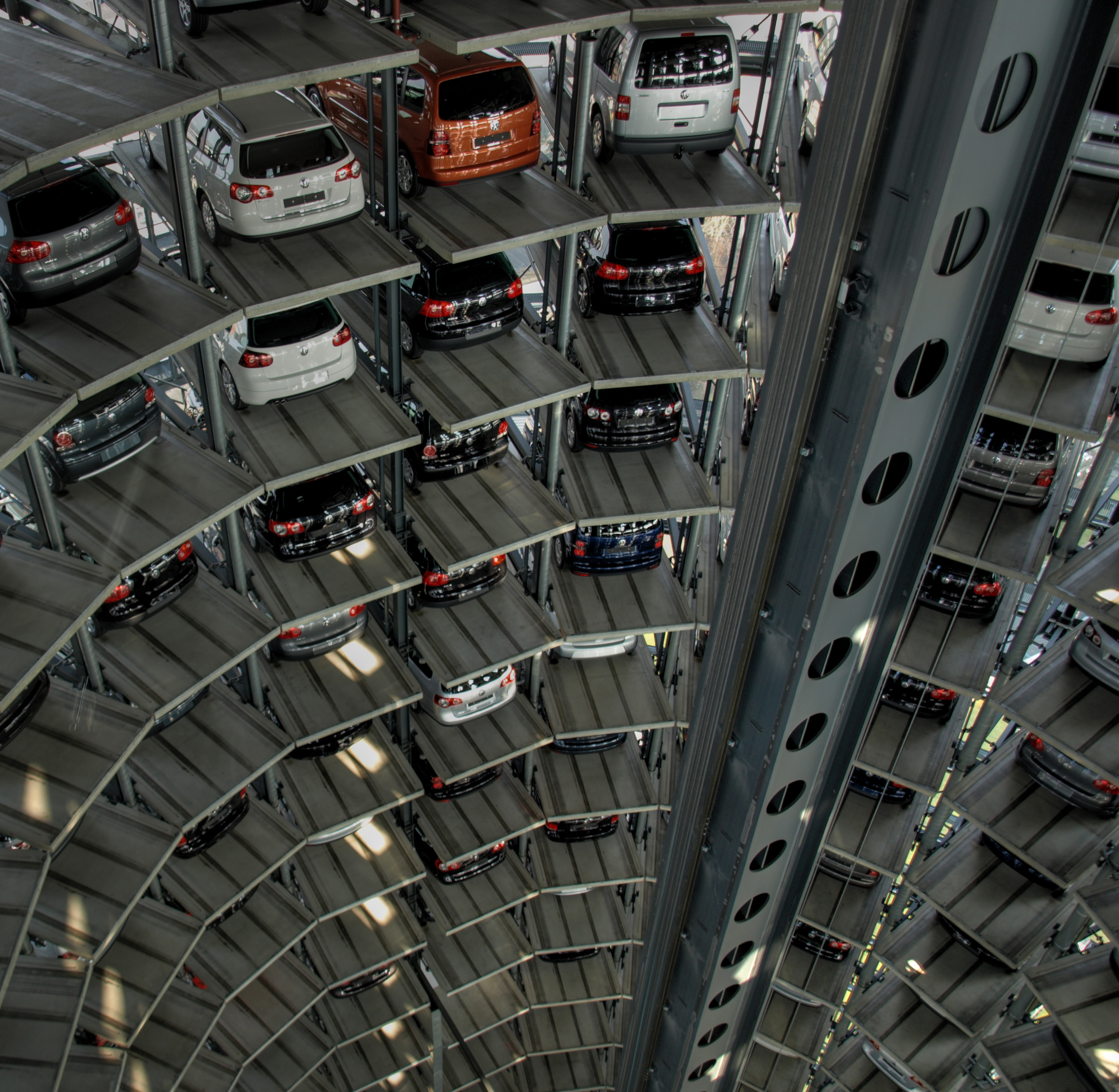
Intérieur du bâtiment avec les ascenseurs à voiture.